# Hua Taphan (huyện)
Hua Taphan (tiếng Thái: หัวตะพาน) là một huyện (‘‘amphoe’’) của tỉnh Amnat Charoen, đông bắc Thái Lan.

## Lịch sử
Tiểu huyện (King Amphoe) được thành lập ngày 15 tháng 8 năm 1967, khi 4 tambon Hua Taphan, Kham Phra, Nong Kaeo và Kheng Yai được tách khỏi Amnat Charoen. Đơn vị này đã được nâng thành huyện ngày 17 tháng 11 năm 1971. Năm 1993 it was one of the district which formed the new province Amnat Charoen.

## Địa lý
Các huyện giáp ranh (từ phía bắc theo chiều kim đồng hồ) là Mueang Amnat Charoen và Lue Amnat của tỉnh Amnat Charoen, Muang Sam Sip và Khueang Nai của tỉnh Ubon Ratchathani, và Kham Khuean Kaeo và Pa Tio của tỉnh Yasothon.

## Hành chính
Huyện này được chia thành 8 phó huyện (tambon), các đơn vị này lại được chia thành 85 làng (muban). Hua Taphan là một thị trấn (thesaban tambon) nằm trên một phần của tambon Hua Taphan, Nong Kaeo và Rattanawari. Ngoài ra có 7 tổ chức hành chính tambon (TAO).
| Số TT | Tên             | Tên tiếng Thái | Số làng | Dân số |  |
| ----- | --------------- | -------------- | ------- | ------ |  |
| 1.    | Hua Taphan      | หัวตะพาน        | 9       | 6.220  |  |
| 2.    | Kham Phra       | คำพระ          | 12      | 6.882  |  |
| 3.    | Kheng Yai       | เค็งใหญ่         | 10      | 6.186  |  |
| 4.    | Nong Kaeo       | หนองแก้ว        | 10      | 4.396  |  |
| 5.    | Phon Mueang Noi | โพนเมืองน้อย     | 12      | 7.086  |  |
| 6.    | Sang Tho Noi    | สร้างถ่อน้อย      | 13      | 8.111  |  |
| 7.    | Chik Du         | จิกดู่            | 12      | 7.019  |  |
| 8.    | Rattanawari     | รัตนวารี         | 7       | 4.624  |  |